# Bojanja vas
Bojanja vas je naselje u slovenskoj Općini Metliki. Bojanja vas se nalazi u pokrajini Dolenjskoj i statističkoj regiji Jugoistočnoj Sloveniji. 

## Stanovništvo
Prema popisu stanovništva iz 2002. godine naselje je imalo 99 stanovnika.